# Newland (Karolina Północna)
Newland – miasto w Stanach Zjednoczonych, w stanie Karolina Północna, siedziba administracyjna hrabstwa Avery.